# Кримінальна історія (фільм, 1986)
«Кримінальна історія» (англ. Crime Story) — американський кримінальна драма 1986 року режисера Абеля Феррари.

## Сюжет
На початку 1960-х років в Чикаго з'явилася нова банда, якою керує молодий гангстер Рей Лука. Лейтенант поліції Майк Торелло вступає в жорстоке протиборство з Лукою, яке йде багато років.

## У ролях
| Актор                 | Роль                     |
| --------------------- | ------------------------ |
| Денніс Фаріна         | лейтенант Майк Торелло   |
| Ентоні Джон Денісон   | Рей Лука                 |
| Білл Смітровіч        | детектив Денні Крайчек   |
| Стів Райан            | детектив Нейт Гроссман   |
| Білл Кемпбелл         | детектив Джої Інделі     |
| Пол Батлер            | детектив Волтер Клеммонс |
| Стівен Ленг           | Девід Абрамс             |
| Джозеф Вайзмен        | Менні Вайсборд           |
| Дарленн Флюгел        | Джулі Торелло            |
| Джон Політо           | Філ Бартолі              |
| Йохан Карло           | Корі Лука                |
| Вільям Расс           | детектив Вес Коннеллі    |
| Ерік Богосян          | Девітт «Ді» Мортон       |
| Мартін Ферреро        | Ігнасіо                  |
| Девід Карузо          | Джонні О'Доннел          |
| Джон Сантуччі         | Паулі Тагліа             |
| Рон Дін               | шеф Крамер               |
| Тед Левайн            | Френк Голман             |
| Ендрю Дайс Клей       | Макс Голдман             |
| Ліза Джейн Перскі     | Джоан Голдман            |
| Лейн Бімер            | прокурор                 |
| Елізабет Бракко       | офіціантка               |
| Девід Чеддерон        | бармен                   |
| Лорел Кронін          | Ліанна                   |
| Д. В. Де Вінсентіс    | Бенні Праймо             |
| Едді Дж. Фернандез    | Stickup man 2            |
| Лінда Фетерс          | заручниця                |
| Денні Голдрінг        | детектив                 |
| Сем Кіан              | індієць в барі           |
| Стейсі Логан          | заручник                 |
| Семмі Луїс            | суддя                    |
| Кім Мілфорд           | Babe Петро               |
| Тоні Мокус молодший   | судовий пристав          |
| Емі Мортон            | вагітна дівчина          |
| Нік Нікеас            | Stickup man 1            |
| Джеймс О'Рейлі        | Том О'Доннелл            |
| Майкл Рукер           | лейтенант                |
| Ларрі Селлерс         | Біллі                    |
| Мері Сейбел           | Анна О'Доннелл           |
| Білл Трігг            | офіцер 2                 |
| Джим Тру-Фрост        | Джо Джо Суїні            |
| Віктор Рейдер-Векслер | містер Левін             |
| Вілл Царн             | Сернак                   |